# Pinus monophylla
Espèce
Statut de conservation UICN

 LC  : Préoccupation mineure
Répartition géographique
Pinus monophylla, le pin à une feuille (synonyme : P. cembroides var monophylla), est un arbre appartenant à la famille des Pinacées et au genre Pinus. C'est la seule espèce de pins à n'avoir qu'une feuille par faisceau.
Il est originaire du sud-ouest des États-Unis et du nord du Mexique. C'est l'arbre officiel de l'État du Nevada.

## Description
C'est un arbre à feuilles persistantes qui peut atteindre une hauteur de 15 m, et 50 cm de diamètre. Il vit en altitude sur les pentes et les crêtes. Il a un port conique large. L'arbre est très branchu, et les rameaux de couleur orangée virant au gris avec l'âge sont vigoureux et ascendants. Les branches persistent très près de la base du tronc
Son écorce est formée d'écailles brun-gris, et de sillons de profondeurs variables. Ses feuilles sont en forme d'aiguilles incurvées, courtes (jusqu'à 5 cm) et rigides. Elles sont de couleurs gris-vert à bleu-gris, une (parfois deux) par faisceau, et orientées vers le ciel.
Les fleurs mâles sont jaunes, les femelles rouges. Les cônes font de 4 à 6 cm de long. Ils sont verts et mûrissent en deux ans devenant gris-brun. Les graines, de 15 à 20 mm de long, sont comestibles et protégées par une fine enveloppe. Leur dissémination est assuré par le geai des pinèdes.

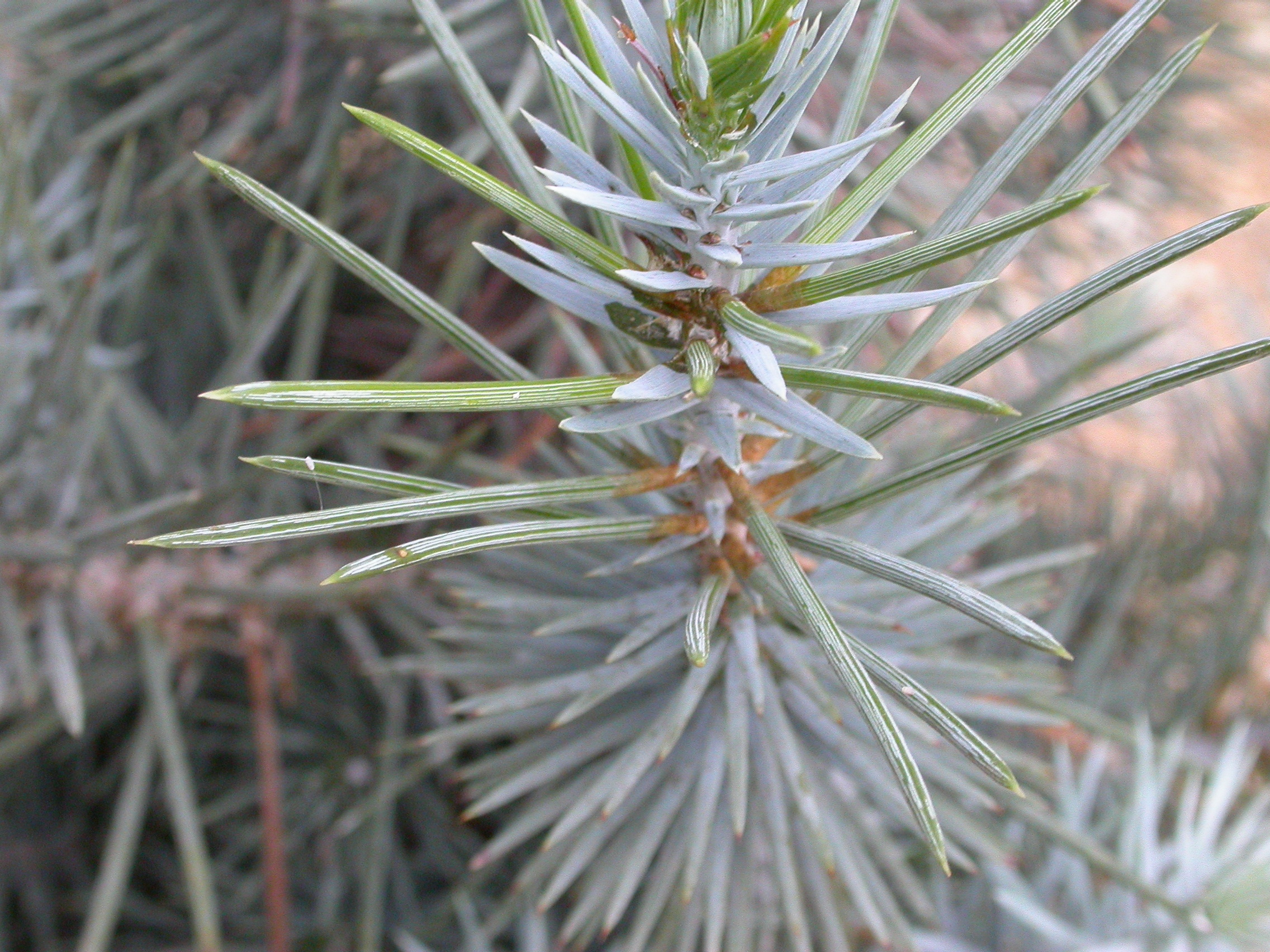
Feuilles juvéniles ; couleur gris-vert à bleu-gris

## Sous-espèces
- Pinus monophylla Torr. & Frém. subsp. monophylla Répartition
- Pinus monophylla Torr. & Frém. subsp. californiarum (Bailey) Silba Répartition
- Pinus monophylla Torr. & Frém. subsp. fallax (Little) Silba Répartition

### Sources
- Allen J. Coombes, Arbres, Éd. Larousse, 2005,  (ISBN 2035604028).
- Pinus monophylla sur conifers.org